# Museo di storia di Barcellona
Il Museo di storia di Barcellona (in catalano: Museu d'Història de Barcelona; in spagnolo: Museo de Historia de Barcelona), conosciuto anche per l'acronimo MUHBA, è un museo della città che conserva, documenta, divulga ed espone il patrimonio storico della città di Barcellona, dalle sue origini fino ad oggi.
Il museo dipende dal comune di Barcellona e ha la sua sede principale nella Plaça del Rei nel cuore del Barri Gòtic. Il museo è stato fondato il 14 aprile 1943 e gestisce diversi centri distribuiti nelle diverse circoscrizione della città.

## Storia
Dopo l'Esposizione Universale di Barcellona del 1888 si registrano diversi tentativi istituzionali di creare un'esposizione permanente sulla storia di Barcellona.
Nel 1931, in seguito all'apertura della via Laietana, una strada che doveva collegare velocemente l'Eixample di Barcellona con il suo porto, la Casa Padellàs, un palazzo dei secoli XV-XVI, venne trasferita, pietra per pietra, da Carrer dels Mercaders alla Plaça del Rei.

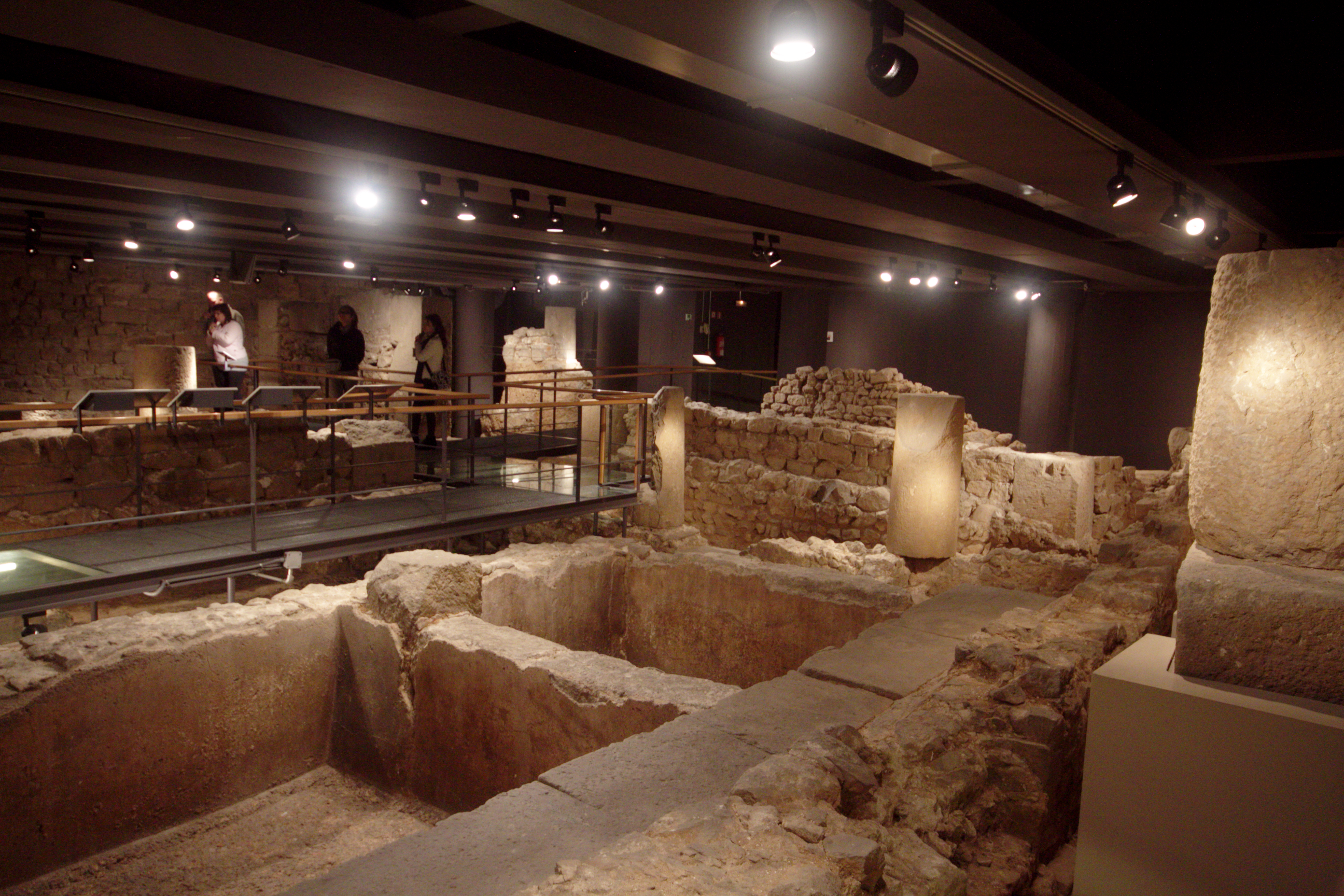
MUHBA - Sottosuolo Archeologico

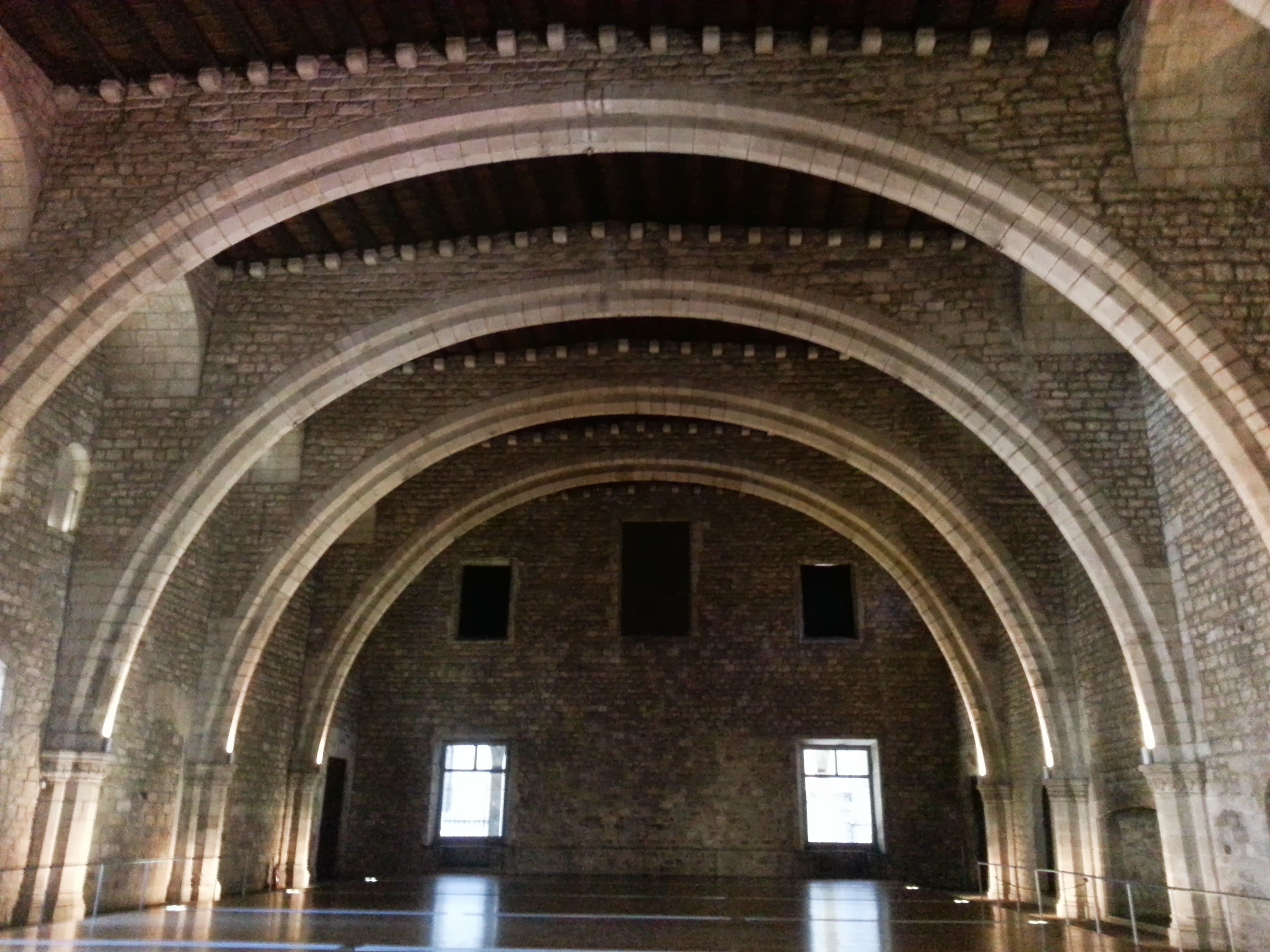
Salón del Tinell

I lavori di ricostruzione della Casa Padellàs nel suo nuovo posto portarono alla luce una parte importante dell'antica città romana di Barcino e comportarono degli scavi nel sottosuolo della piazza che continuarono fino alla guerra civile spagnola del 1936-1939. Questi scavi, insieme al recupero dal palazzo reale medievale (Palau Reial Major), diedero modo di trovare una collocazione adeguata per il Museo di storia di Barcellona, che venne inaugurato nel 1943 e il cui primo direttore fu lo storico catalano Augustí Duran i Sanpere.
Il nucleo del museo era costituito dalle collezioni municipali di storia di Barcellona e includeva il complesso monumentale di Plaça del Rei. Successivamente vennero aggiunti nuovi spazi come il tempio di Augusto e la necropoli romana della Plaça de la Vila de Madrid (scoperta nel 1954). Una caratteristica importante del museo è, fin dalle origini, l'integrazione di diversi centri patrimoniali e la diretta partecipazione alle attività archeologiche. Dal 2005 il Museo pubblica la rivista scientifica Quarhis. Quaderns d'Arqueologia i Història de la Ciutat de Barcelona.
Durante gli ultimi decenni il Museo di storia di Barcellona ha rafforzato l'interesse per la Barcellona contemporanea e si è ampliato grazie all'incorporazione di nuovi spazi, distribuiti per tutta la città.

## Spazi del museo

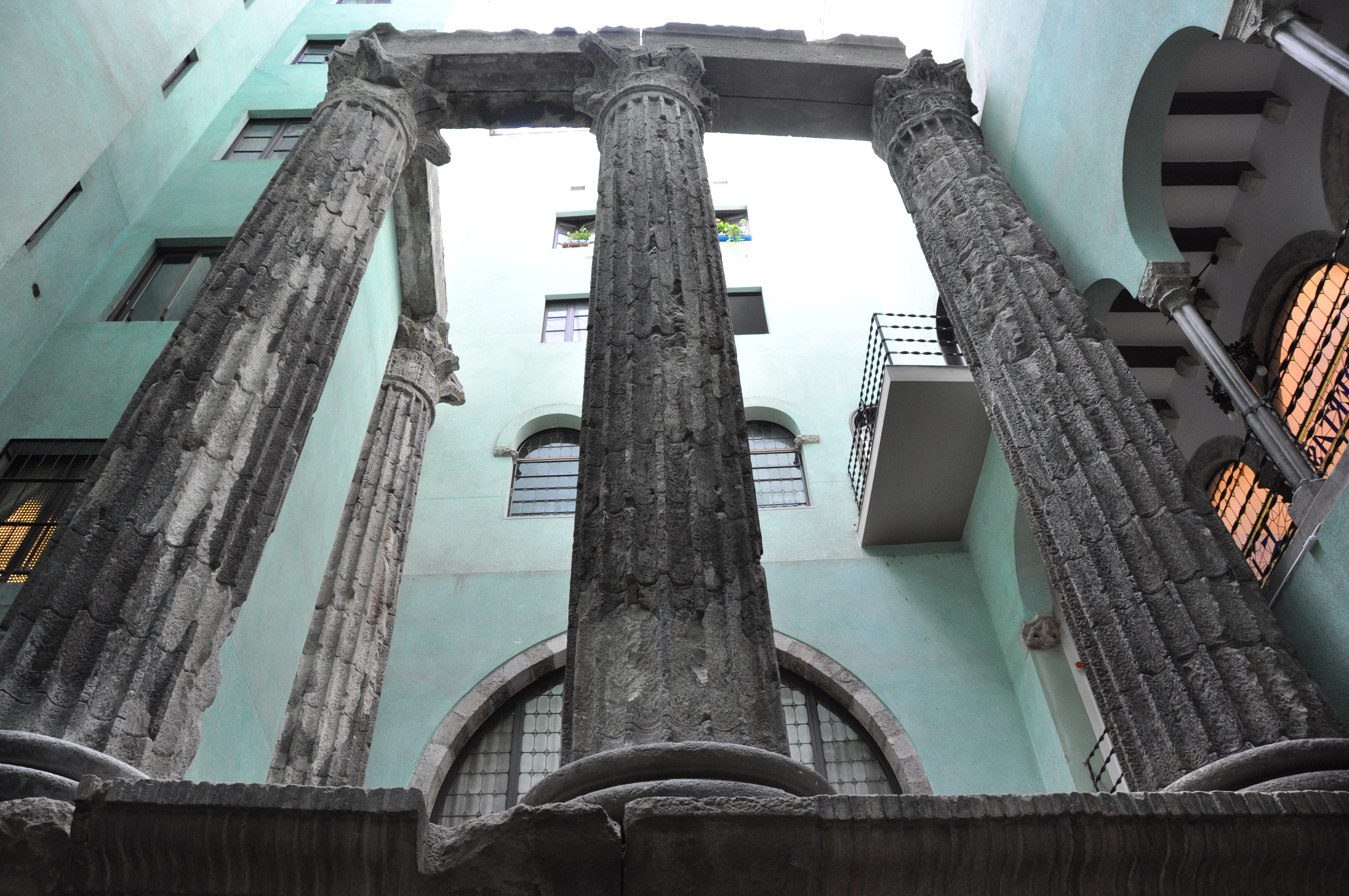
Tempio di Augusto

- MUHBA Plaça del Rei. Sede principale del museo con ingresso dalla Casa Padellàs, un antico palazzo dei secoli XV-XVI esempio del gotico catalano.
- MUHBA Tempio di Augusto. Colonne e basamento dell'antico tempio romano di Barcellona, recuperato agli inizi del secolo XX.
- MUHBA Necropoli Romana della piazza Vila de Madrid. Necropoli romana situata vicino a una delle antiche vie di accesso alla città.
- MUHBA Porta di mare Scavi delle terme romane che si trovavano presso la porta decumana orientale della città.

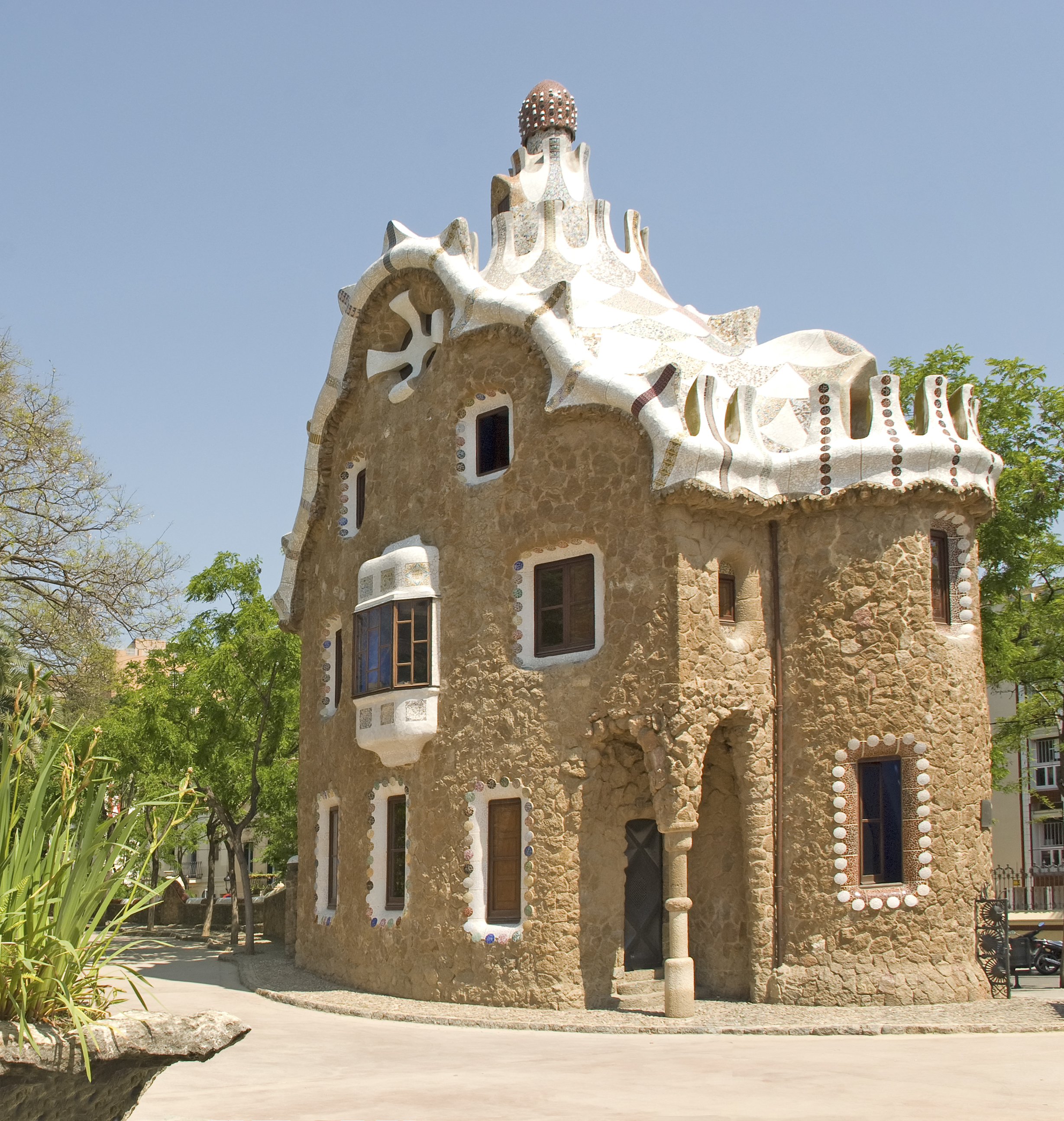
Parco Güell - Casa del Guardiano

- MUHBA Domus Romana di Sant Honorat. Resti di una domus romana che si trovava nel forum della città.
- MUHBA Domus Romana di Avinyó  Resti di un'altra domus romana situata accanto alle mura. Notevole per il suo decoro di pitture murali e di soffitto
- MUHBA El Call. Nel cuore de l'antico "Call", il quartiere ebreo di Barcellona nei tempi medioevali. Visione storica del'ebraismo medievale a Barcellona: anche dello suo importante legato culturale.

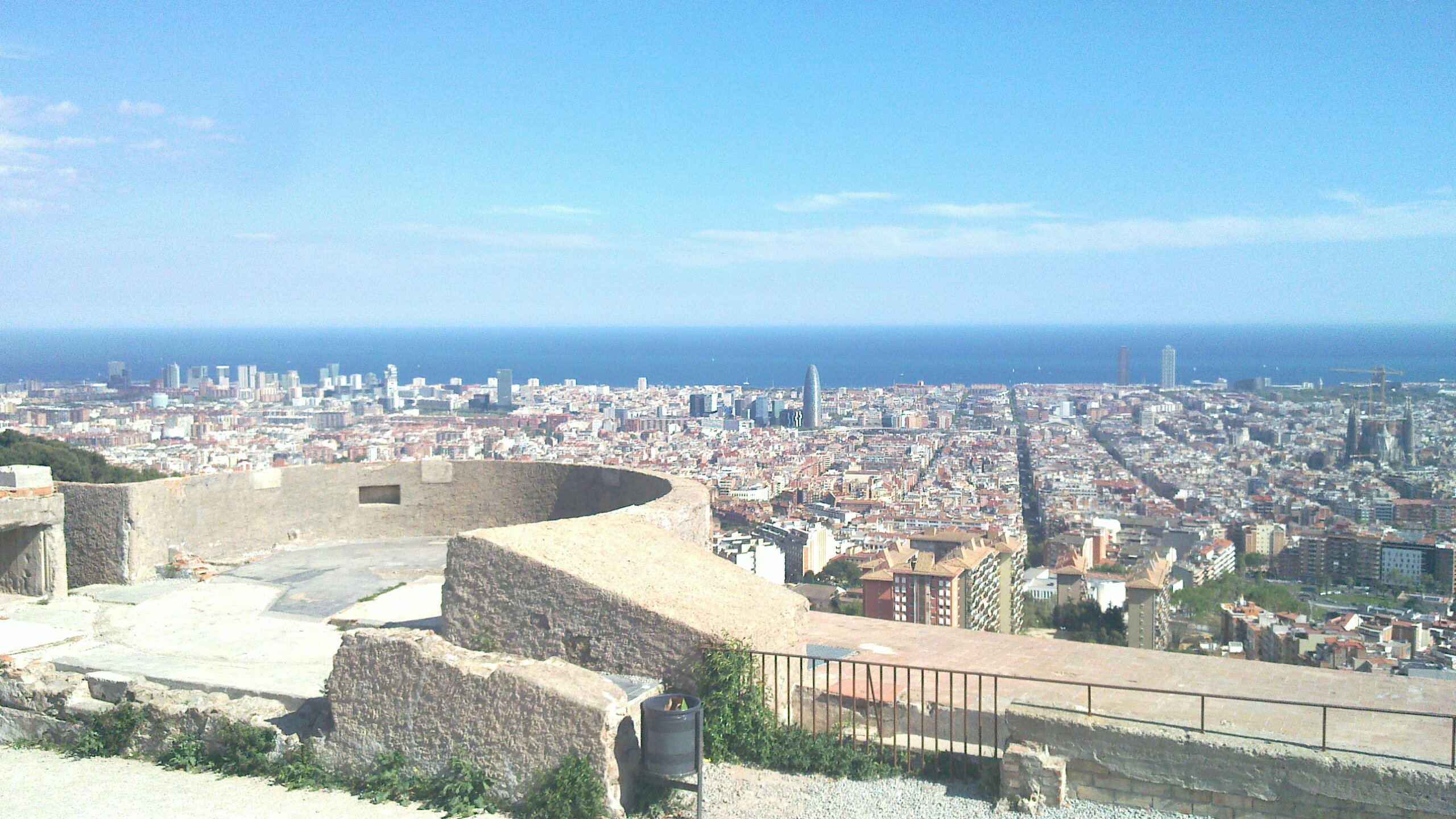
Turó de la Rovira

- MUHBA Santa Caterina. Scavi dell'antico convento domenicano medioevale di Santa Caterina insieme al mercato rinnovato il 2005.
- MUHBA Villa Joana. Casa museo situata nel parco di Collserola, dedicata alla memoria del poeta catalano Jacint Verdaguer, dove trascorse gli ultimi giorni della sua vita. Si presenta anche la storia della casa stessa (da insediamento rurale a villa residenziale) e le mitologie letterarie di Barcellona.
- MUHBA Parco Güell - Casa del Guardiano. Occupa la casa del guardiano del parco; uno dei padiglioni d'ingresso al recinto. Permette di conoscere la relazione fra Antoni Gaudí e il suo mecenate Eusebi Güell, e lo sviluppo urbano di Barcellona nel 1900.
- MUHBA Oliva Artés Antica fabbrica di macchinari per l'industria tessile. Ospita una mostra che offre una sintesi della storia contemporanea della città strutturata in dieci punti chiave.
- MUHBA a Fabra i Coats. Fabra i Coats è stata una delle aziende tessili più importanti della Spagna. Le sue grandi edifici di fabbrica sono del secolo XIX (costruiti secondo i modelli industriali del Regno Unito), situati nel quartiere di Sant Andreu e in gran parte conservati. Attualmente ospitano numerosi servizi pubblici e strutture. MUHBA è responsabile del locale caldaia, il nucleo del sistema di alimentazione energetica della fabbrica. È previsto la creazione di un centro informativo sulla storia della fabbrica e sul lavoro industriale.
- MUHBA Turó de la Rovira. Vista panoramica sulla città, dalla più alta delle colline che si alzano sul piano di Barcellona (262 m). Resti delle batterie antiaeree della Guerra Civile Spagnola e delle baracche che occuparono lo spazio in seguito.
- MUHBA Rifugio 307. Rifugio antiaereo della Guerra Civile Spagnola situato ai piedi della collina di Montjuïc. 400 metri di gallerie sotterranee.
- MUHBA Casa dell'acqua. Antica stazione di pompaggio costruita fra il 1915-1917, chiave per spiegare la somministrazione d'acqua a Barcellona.
- Si espone pittura dalle collezioni del MUHBA anche nella Galleria di Illustri Catalani nel Palazzo Requesens, sede della Reial Acadèmia de Bones Lletres de Barcelona (47 ritratti di personalità catalane).